# Brett Goode
Pour les articles homonymes, voir Goode.
(en) Statistiques sur pro-football-reference
Brett Goode (né le 2 novembre 1984 à Fort Smith) est un joueur américain de football américain. Il joue actuellement avec les Packers de Green Bay.

## Enfance
Goode joue à la Northside High School de sa ville natale de Fort Smith où il joue avec Matt Jones (en), qu'il retrouvera à l'université de l'Arkansas et avec les Jaguars de Jacksonville.

## Carrière

### Universitaire
Il joue à l'université de l'Arkansas avec Jones. Il s'inscrit pour le draft de la NFL de 2007 lors de la saison 2006.

### Professionnelle
Brett Goode n'est sélectionné par aucune franchise lors du draft. Il signe comme agent libre avec les Jaguars de Jacksonville peu de temps après, participant au camp d'entraînement de la franchise floridienne. Il n'est pas gardé dans l'effectif et libéré le 20 août 2007. Après la saison 2007, il retente sa chance avec les Jaguars, signant un contrat le 5 mars 2008 mais échoue une nouvelle fois, étant remercié le 16 juin 2008.
Le 1er septembre 2008, les Packers signent Goode après une blessure au genou du long snapper J. J. Jansen, qui le met sur la touche pour toute la saison 2008. Il intègre l'effectif actif des Packers. Le 7 janvier 2011, il signe une prolongation de contrat.